# Sân bay Yendi
Sân bay Yendi (ICAO: DGLY) là một sân bay ở Yendi, Ghana.